# Angeia
Angeia (en griego, Ἀγγεία) es el nombre de una antigua ciudad griega de Tesalia.
Es citada en el marco de la segunda guerra macedónica: Tito Livio menciona que fue una de las ciudades devastadas por los etolios el año 198 a. C., junto con su vecina Ctímena tras la retirada de Filipo V de Macedonia del territorio de Tesalia.